# Дудкино (на Андобе, Костромская область)
Дудкино — деревня в Судиславском сельском поселении Судиславского района Костромской области России. Ранее входила в Фадеевский сельсовет.

## География
Деревня расположена у реки Андобы.

## История
Согласно Спискам населенных мест Российской империи в 1872 году деревня Дуткино относилась к 2 стану Буйского уезда Костромской губернии. В ней числилось 10 дворов, проживало 33 мужчины и 39 женщин.
Согласно переписи населения 1897 года в деревне Дудкино проживало 69 человек (26 мужчин и 43 женщины).
Согласно Списку населенных мест Костромской губернии в 1907 году деревня Дудкино относилась к Троицкой волости Буйского уезда Костромской губернии и располагалась на торговой дороге Судиславль — Молвитино. По сведениям волостного правления за 1907 год в ней числилось 19 крестьянских дворов и 103 жителя. Основным занятием жителей был точильный и малярный промыслы.

## Население
| 2008 | 2010 | 2014 |
| ---- | ---- | ---- |
| 0    | →0   | →0   |